# M80 Radio
M80 Radio è stata un'emittente radiofonica spagnola che trasmetteva musica straniera degli anni '70, '80 e '90 in Spagna, Portogallo e Andorra.

## Storia
Iniziò a trasmettere il 6 luglio 1981 con il nome di Radio 80 sotto la EDICA (Editorial Católica); nel 1984 fu acquistata da Antena 3 Radio e prese il nome di Radio 80 Serie Oro. A gennaio del 1993 Antena 3 acquistò anche il Grupo Prisa e Radio 80 Serie Oro si fuse con Radio Minuto dando origine a M80 Serie Oro. Nel 1994 passò alla denominazione M80 Radio.
Dal 21 novembre 2018 l'emittente è stata rinominata Los40 Classic, così da sfruttare la popolarità del brand della rete radiofonica principale del gruppo Prisa Radio, la più ascoltata in Spagna.